# Adium
 (décembre 2011).
 (décembre 2011).
Si vous disposez d'ouvrages ou d'articles de référence ou si vous connaissez des sites web de qualité traitant du thème abordé ici, merci de compléter l'article en donnant les références utiles à sa vérifiabilité et en les liant à la section « Notes et références ».
Adium est un logiciel client de messagerie instantanée pour Mac OS X qui accepte de nombreux protocoles. Il a été lancé par Adam Iser en septembre 2001 et est diffusé sous licence GNU GPL dans sa version 2.

## Histoire
Adium a été créé originellement par Adam Iser, un étudiant américain, et sa première version, la version 1.0 a été réalisée en septembre 2001. Il est écrit en utilisant l'interface de programmation de Cocoa.
La version suivante — qui devait s'appeler initialement Adium 2.0, mais a été renommée en Adium X — est une réécriture complète des versions 1.x. La plus grosse amélioration a été le passage à libgaim pour ajouter le support d'autres protocoles que AIM. La majorité du travail sur libpurple est faite par l'équipe de Pidgin (ex-Gaim), les développeurs d'Adium trouvant le code de Pidgin trop complexe et « sale »[réf. nécessaire] ; les développeurs d'Adium se concentrent sur l'interface, le cœur ou l'implémentation de bibliothèques supplémentaires, telles que Joscar, qui sera finalement abandonnée avec l'arrivée de Mac OS 10.5 (Leopard), Joscar étant incompatible avec ce dernier.
Finalement, à la suite d'un changement de nom de version, est apparue le 2 février 2007, une version nommée « Adium 1.0 ».
La version qui lui succèdera, la version 2.0, devrait supporter les conversations audio, voire vidéo.

## Fonctionnalités
Gère une dizaine de protocoles différents, support de plusieurs comptes d'accès pour chaque protocole ou service, gestion du statut parmi 4 proposés par défaut (En ligne, Absent(e), Invisible, Hors ligne), on peut choisir un statut personnalisé en indiquant un message personnel pour l'occasion et/ou une réponse automatique. On peut changer de statut à tout moment, très simplement, par exemple, grâce à l'icône du Dock, fenêtres des messages dans des onglets pour la gestion des conversations, groupement de plusieurs contacts de la même personne avec des protocoles/services différents en un seul contact unique, possibilité de créer des groupes de contact pour les regrouper, possibilité d'enregistrer des conversations, choisir un pseudonyme ainsi qu'un message personnel. À l'aide d'AppleScript on peut choisir d'afficher le titre et l'artiste de la musique en cours de lecture dans iTunes, organisation des contacts : affichage des contacts par adresse ou par pseudonyme, affichage des avatars, tri par groupe ou par connecté/non connecté et classement dans des groupes personnels, possibilité de nommer les contacts avec un pseudonyme défini par l'utilisateur, émoticônes personnelles supportées, possibilité d'ajout ou configuration d'un alias pour chaque contact, possibilité d'être averti par une notification d'un nouveau message dans la boîte de réception Hotmail, également : créer une conversation à plusieurs, sauvegarder ses discussions, etc., des interactions multimédias sont également possibles :  Conversation audio/vidéo (à l'aide d'un plug-in : MeBeam) : conversation audio (grâce à un microphone et des enceintes ou un micro-casque) et vidéo (grâce à une webcam), envoi et réception de fichiers

### Personnalisation

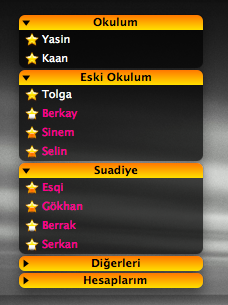
Exemple de personnalisation de la liste de contact Adium

Adium en plus de supporter une dizaine de protocoles différents est personnalisable au maximum. Il est ainsi possible de modifier
- la couleurs des fenêtres ;
- la taille des images perso ;
- le style des fenêtres de conversation ;
- l'icône du Dock ;
- l'icône dans la barre de menu ;
- une possibilité de cacher la fenêtre de contact et son apparition à l'aide d'un raccourci clavier.

Adium utilise le logiciel de notification Growl qui permet d'afficher certaines informations par-dessus les fenêtres du bureau (ex: Nouveau message).

### Cryptographie
Les messages peuvent être chiffrés à l'aide d'Off-the-Record Messaging directement intégré dans Adium et accessibles dans une conversation à l'aide d'une icône représentant un cadenas.

### Protocoles

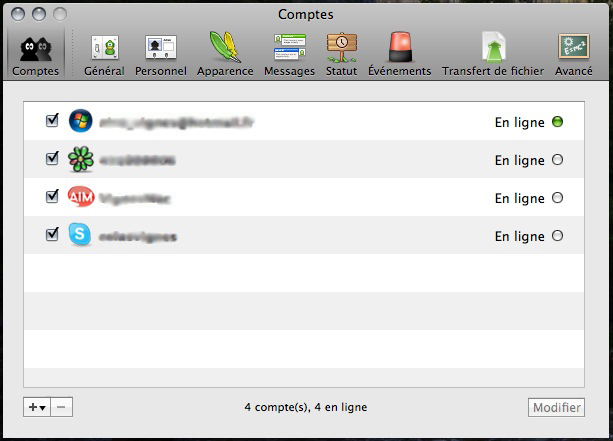
Fenêtre de gestion des différents comptes avec des protocoles différents

Adium supporte nativement les protocoles :
- Apple Bonjour (anciennement Rendezvous, compatible avec iChat, implémentation de zeroconf)
- Gadu-Gadu
- IBM Lotus Sametime et LotusLive Notes
- LiveJournal
- Microsoft Messenger
- MySpaceIM (en)
- Novell GroupWise
- OSCAR (utilisé par AIM, ICQ, .Mac et MobileMe)
- SIMPLE
- XMPP (utilisé, entre autres, par Google Talk, iChat Server, Oracle Communications Instant Messaging Server)
- Yahoo! Messenger
- Zephyr

À l'aide d'extensions, sont supportés :
- Skype (support partiel)[3]
- Tlen[4]
- Xfire[5]

### Points faibles
Adium possède des points faibles, principalement en relation au protocole propriétaire de messagerie MSN. Par exemple, il n'existe pas de système de conversation audio/vidéo intégré au client, mais (partiellement) disponible sous forme d'Xtras. Certaines actions (essentiellement relatives au protocole MSN) ne sont pas disponibles non plus.

## Les Xtras

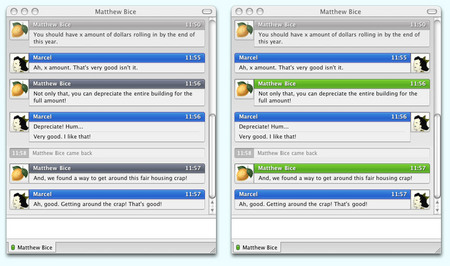
Aperçus d'une fenêtre de conversation (Adium exploite le moteur WebKit pour le rendu CSS et HTML)

Les Xtras sont des modules complémentaires (plug-in) pour Adium, ils ont de nombreuses utilités notamment :
- modification des couleurs d'Adium ;
- changer l'icône du Dock ;
- changer l'icône de la barre de menu ;
- changer les sons (connexion, déconnexion, réception d'un message, etc.)

Deux méthodes existent pour installer des Xtras :
- installation automatisée : sur le site Adium Xtras, en cliquant sur [note 1] ;
- installation manuelle : en cliquant sur "Download" et en téléchargeant un fichier archive contenant l'Xtra.

## Historique
Liste des versions ayant amenées de nouvelles fonctionnalités.
- Adium 1.2.4 30 mars 2008
  - Amélioration pour AIM direct connect,
  - La possibilité de transfert de fichiers sur Yahoo,
  - Les avatars Google Talk,
  - les statuts ICQ et la visibilité des contacts.
  - Possibilité d'une liste de contact transparent (au lieu de 5 %)
- Adium 1.2.3 25 février 2008
  - Gestion des adresses Yahoo! avec des adresses autres que .com.
  - Amélioration au niveau des connexions SSL avec XMPP.
- Adium 1.2.2 18 février 2008
  - La possibilité d'accepter automatiquement les transferts de fichiers
- Adium 1.2.1 18 janvier 2008
  - Contrôle des certificats sur Google Talk
  - La gestion des scripts
  - L'envoi des liens sur MSN
- Adium 1.2 5 janvier 2008
  - Amélioration de l'interface pour les conférences
  - Ajout du transfert de fichier sur Bonjour
  - Plus d'options dans les réglages de comptes
  - Alerte de nouveau courriel permet de lancer le client de messagerie
  - Nombreuses améliorations liées à XMPP (dont l'ajout, pour les plus g33k d'une console XML)
  - Icône compatible avec Leopard
  - Traduction approfondie